# Jens Dobler
Jens Dobler (Alemania, 1956-13 de septiembre de 2024)[cita requerida] fue un historiador, autor y editor alemán. De 2010 a 2015 fue director del archivo y la biblioteca del Schwules Museum de Berlín. Desde 2015 dirige la colección sobre la historia de la policía de la Dirección de la Policía de Berlín.(a fecha de enero de 2015)

## Vida
Jens Dobler estudió pedagogía, psicología e historia moderna. Culminó sus estudios en la Universidad Técnica de Berlín en 2008 con una tesis doctoral sobre la persecución de los homosexuales por la policía de Berlín de 1848 a 1933.
Como autor independiente ha editado, entre otros temas, un catálogo sobre la historia de los homosexuales en el bario de Kreuzberg de Berlín. En la actualidad, Dobler es colaborador de diversas asociaciones científicas.